# Павле Вијатов
Павле Вијатов (Нови Бечеј, 18. октобар 1901 - ?) је био учесник Шпанског грађанског рата из Војводине.

## Биографија
По занимању возач механичар. У периоду од 1926. до 1931. радио као возач југословенског амбасадора у Прагу. Пошто је откривено да је сарађивао са Комунистичком партијом Чехословачке ухапшен и протеран у Југославију. У Београду борави од 1931. до 1933. године. Пошто је стално био под присмотром власти и више пута хапшен у априлу 1933. напушта земљу и одлази у Шпанију, у Барселону. Тамо се придружује Социјалистичкој радничкој партији и сарађује са комунистима. Током грађанског рата био командант на југоисточном фронту у Арагону са чином капетана. Године 1937. напушта Шпанију као тежак рањеник, и потом је лечен у Војној болници у Марсеју. У Југославију се враћа 1941. и бива мобилисан у југословенску војску. По окупацији земље кратак период провео у немачком заробљеништву. Током рата два пута хапшен и осуђиван на смрт, али оба пута је ослобођен. Ослобођење га је затекло у Новом Бечеју, где је постављен од I команде подручја из Зрењанина за шефа ратног саобраћаја у месту.